# Ring deutscher Pfadfinder*innenverbände
Der Ring deutscher Pfadfinder*innenverbände e.V. (rdp) ist die Dachorganisation von fünf Pfadfinderverbänden in Deutschland mit Sitz in Berlin. Der rdp ist Mitglied im Weltverband der Pfadfinder World Organization of the Scout Movement (WOSM) und im Weltverband der Pfadfinderinnen World Association of Girl Guides and Girl Scouts (WAGGGS).
Der Ring deutscher Pfadfinder*innenverbände (rdp) vertritt die gemeinsamen Interessen der Mitgliedsverbände im jugendpolitischen Bereich und setzt sich für die Belange der Kinder und Jugendlichen in der Öffentlichkeit ein. Der Ring deutscher Pfadfinder*innenverbände ist Mitglied im Deutschen Bundesjugendring und in der Arbeitsgemeinschaft für Kinder- und Jugendhilfe.

## Mitglieder
Die fünf Mitgliedsverbände sind:
| Verband / Bund                                                        | Konfessionelle Ausrichtung | Internationale Zugehörigkeit | Geschlecht der Mitglieder | Hauptsitz                                      | Bundeszentrum                                |
| --------------------------------------------------------------------- | -------------------------- | ---------------------------- | ------------------------- | ---------------------------------------------- | -------------------------------------------- |
| Bund der Pfadfinder*innen (BdP)                                       | interkonfessionell         | WOSM und WAGGGS              | gemischt                  | Bundesamt Immenhausen, Hessen                  | Zentrum Pfadfinden Immenhausen               |
| Bund Muslimischer Pfadfinderinnen und Pfadfinder Deutschlands (BMPPD) | muslimisch                 | WOSM                         | gemischt                  | Frankfurt am Main, Hessen                      | -                                            |
| Deutsche Pfadfinder*innenschaft Sankt Georg (DPSG)                    | katholisch                 | WOSM                         | gemischt                  | Bundesamt Mönchengladbach, Nordrhein-Westfalen | Bundeszentrum Westernohe                     |
| Pfadfinderinnenschaft St. Georg (PSG)                                 | katholisch                 | WAGGGS                       | weiblich                  | Bundesamt Düsseldorf, Nordrhein-Westfalen      | -                                            |
| Verband Christlicher Pfadfinder*innen (VCP)                           | evangelisch                | WOSM und WAGGGS              | gemischt                  | Bundeszentrale Kassel, Hessen                  | Bundeszeltplatz Großzerlang und Burg Rieneck |

2013 waren insgesamt 113.716 Mitglieder bei WOSM gemeldet. Bei WAGGGS waren 2012 insgesamt 51.749 Mitglieder gemeldet.

## Geschichte
Nach langjährigen internen Diskussionen in gemeinsamen Gremien wurde im Jahr 2021 die Fusion des Rings deutscher Pfadfinderverbände (RdP) mit dem Ring Deutscher Pfadfinderinnenverbände (RDP) zum Ring deutscher Pfadfinder*innenverbände (rdp) beschlossen.
Am 2. Oktober 2021 tagte im Bundeszentrum Westernohe die erste Ringversammlung und der neue Dachverband nahm offiziell seine Arbeit auf.

### Ringhalstuch & Ringkluft
Das Ringhalstuch und die Ringkluft sind zentrale Symbole der gemeinsamen Identität des Rings deutscher Pfadfinder*innenverbände (rdp). Nach langen Diskussionen über ein einheitliches Erkennungszeichen wurde zum 100-jährigen Jubiläum der Pfadfinderbewegung im Jahr 2007 ein gemeinsames Halstuch eingeführt. Dieses bordeauxfarbene Tuch mit schwarz-rot-goldenen Blöcken im Rand als Anlehnung an die deutsche Flagge wurde erstmals offiziell beim World Scout Jamboree 2007 im Vereinigten Königreich getragen und fand großen Anklang als Symbol der Einheit und Zugehörigkeit.
Die Idee einer gemeinsamen Kluft wurde über mehrere Jahre hinweg intensiv diskutiert, da die unterschiedlichen Kluftfarben der Mitgliedsverbände oft als trennendes Element wahrgenommen wurden. Mit der Einführung einer gemeinsamen petrolfarbenen Ringkluft zum World Scout Jamboree 2015 in Japan wurde ein bedeutender Schritt zur Stärkung der Ring-Identität unternommen. Seitdem tritt das deutsche Kontingent bei internationalen Großveranstaltungen wie dem World Scout Moot oder dem World Scout Jamboree einheitlich auf und repräsentiert den rdp und Deutschland auf internationale Ebene.
Darüber hinaus wird die Ringkluft inzwischen auch bei offiziellen europäischen und weltweiten Konferenzen der Dachverbände WOSM und WAGGGS getragen, was die Zusammengehörigkeit und Geschlossenheit der deutschen Delegation betont. Auch bei gemeinsamen Veranstaltungen innerhalb Deutschlands, wie Ringversammlungen oder Seminaren, hat sich die Ringkluft etabliert und trägt dazu bei, ein einheitliches Erscheinungsbild zu schaffen.
Die einheitliche Ringkluft ermöglicht es jungen Menschen, sich nicht nur als Teil ihres jeweiligen Verbandes, sondern auch als Vertreter des rdp und der deutschen Pfadfinderbewegung zu fühlen. Sie stärkt den Gemeinschaftssinn und fördert ein verbindendes Wir-Gefühl sowohl auf nationaler als auch auf internationaler Ebene.

## Struktur

### Ringvorstand
Der Ringvorstand des Rings Deutscher Pfadfinder*innenverbände (rdp) setzt sich aus fünf gleichberechtigten Mitgliedern zusammen, von denen jedes einen der Mitgliedsverbände repräsentiert. Die Hauptaufgabe des Vorstands liegt in der strategischen Führung und Koordination des Rings, der Umsetzung der Beschlüsse der Ringversammlung und der Vertretung des Rings nach außen. Die Mitglieder des Ringvorstands werden von der Ringversammlung für eine Amtszeit von drei Jahren gewählt. Innerhalb des Gremiums werden Aufgaben und Verantwortlichkeiten gleichberechtigt verteilt, um eine effektive Zusammenarbeit zu gewährleisten. Die Sitzungen des Vorstands dienen sowohl der inhaltlichen Planung als auch der Vorbereitung der Ringversammlungen.

### Internationaler Arbeitskreis
Die Internationale Kommission (IK) des Rings bildet das zentrale Forum für internationale Zusammenarbeit und weltweite Vernetzung. Er setzt sich aus den International Commissioners (IC) der fünf Mitgliedsverbände sowie den auf drei Jahre von der Ringversammlung gewählten Ring-IC-WOSM und Ring-IC-WAGGGS zusammen. Diese beiden speziellen IC-Positionen übernehmen die Koordination und Kommunikation mit den internationalen Dachorganisationen World Organization of the Scout Movement (WOSM) und World Association of Girl Guides and Girl Scouts (WAGGGS). Die Kommission entwickelt Strategien zur Förderung der internationalen Pfadfinderarbeit, organisiert gemeinsame Projekte und vertritt den Ring bei internationalen Europa- und Weltkonferenzen und Veranstaltungen. Darüber hinaus unterstützt sie die Mitgliedsverbände bei internationalen Fragestellungen, Partnerschaften und Förderprogrammen.

### Jugendpolitische Kommission
Die jugendpolitische Kommission (JuPoKo) ist das zentrale Gremium des Rings für jugendpolitische Themen und vertritt die Interessen der Mitgliedsverbände in politischen und gesellschaftlichen Diskussionen. Sie besteht aus je einem Vertreter der fünf Mitgliedsverbände, die gemeinsam jugendpolitische Strategien und Positionen erarbeiten. Geleitet wird die Kommission von einem Sprecher, der von der Ringversammlung für eine Amtszeit von drei Jahren gewählt wird. Die JuPoKo steht in engem Austausch mit dem Ringvorstand, um jugendpolitische Ziele umzusetzen und Positionen auf nationaler Ebene sowie gegenüber der Bundespolitik zu vertreten. Zu ihren Aufgaben gehören auch die Organisation und Durchführung von jugendpolitischen Veranstaltungen wie z. B. das politische Friedenslicht sowie die Zusammenarbeit mit anderen Jugendverbänden im Deutschen Bundesjugendring (DBJR).

### Ringversammlung
Die Ringversammlung ist das höchste beschlussfassende Gremium des Rings Deutscher Pfadfinder*innenverbände. Sie findet zweimal im Jahr – im Frühjahr und im Herbst – statt und setzt sich aus Delegierten der fünf Mitgliedsverbände, den beiden International Commissioners (IC), dem Sprecher der JuPoKo sowie dem Ringvorstand zusammen. Als zentrales Entscheidungsorgan beschließt die Ringversammlung über alle wesentlichen Angelegenheiten des Rings, darunter strategische Ausrichtungen, Satzungsänderungen, finanzielle Fragen und die Wahl von Funktionsträgern wie dem Ringvorstand und den Ring-ICs. Die Sitzungen bieten zudem Raum für den Austausch zwischen den Mitgliedsverbänden, die Diskussion aktueller Themen und die Abstimmung gemeinsamer Projekte. Beschlüsse der Ringversammlung sind verbindlich für alle Mitgliedsverbände und bilden die Grundlage für die Arbeit des Rings und seiner Gremien.

#### Arbeitsgruppen
- Arbeitsgruppe Friedenslicht[28]
- Arbeitsgruppe Öffentlichkeitsarbeit
- Arbeitsgruppe Wachsen in den jungen Bundesländern
- Arbeitsgruppe Struktur
- Arbeitsgruppe Image
- Arbeitsgruppe Thinking Day[29]
- Arbeitsgruppe JOTA/JOTI

#### Kontingentsleitungen
Die Kontingentsleitungen spielen eine zentrale Rolle bei der Organisation und Durchführung der Teilnahme des Rings Deutscher Pfadfinder*innenverbände (rdp) an internationalen Großveranstaltungen wie dem World Scout Moot, Roverway und dem World Scout Jamboree. Ihre Hauptaufgabe besteht darin, die Vorbereitung und Koordination der deutschen Delegation sicherzustellen, einschließlich der Logistik, Programmgestaltung und Betreuung der Teilnehmenden vor Ort.
Bis zum World Scout Jamboree 2023 in Korea wurden die Kontingentsleitungen von den einzelnen Mitgliedsverbänden des Rings benannt, was eine dezentrale Organisation der Delegationen zur Folge hatte. Seitdem erfolgt die Ernennung der Kontingentsleitungen jedoch direkt durch die Ringversammlung. Dieser Schritt wurde unternommen, um eine einheitliche und zentral gesteuerte Planung zu gewährleisten, die die Interessen aller Mitgliedsverbände gleichermaßen berücksichtigt.
Die Kontingentsleitungen arbeiten eng mit den International Commissioners und weiteren verantwortlichen Gremien des Rings zusammen. Sie übernehmen neben der administrativen Organisation auch die Rolle als Ansprechpartner für die Teilnehmenden, die Mitgliedsverbände und die internationalen Dachverbände während der gesamten Veranstaltung.